# Villafranca (Medolla)
Villafranca è una frazione del comune di Medolla, in provincia di Modena. Situata a 1,6 km dal capoluogo comunale, è la frazione più meridionale, che si estende tra la strada statale 12 dell'Abetone e del Brennero (SS 12) fino all'ex bosco della Saliceta. Zona fertilissima, vi si coltivano cereali, barbabietole e frutteti.

## Storia
Villafranca fece parte dei possedimenti dell'Abbazia di Nonantola, dipendendo dalla corte di Roncaglia come indicato in un documento del 25 novembre 1273, anche se il toponimo fa presumere origini più antiche e il fatto che la località godesse dell'esenzione di tasse o dazi doganali. A cavallo tra i secoli XI e XII, Villafranca era una signoria in cui era infeudata la famiglia Bozzalini. Nel 1318 Rinaldo dei Bonacolsi, noto anche come il duca Passerino, assediò e distrusse il castello di Villafranca, spargendo perfino il sale sulle sue rovine, dopo aver esiliato Gherardo Bozzalini. Morto il duca Passerino nel 1328, i Bozzalini ricostruirono il castello, che nel 1335 fu ceduto al marchese Nicolò d'Este.
Nel 1797, durante l'epoca napoleonica, viene istituito nel Dipartimento del Panaro il nuovo Comune di Roncaglio di Sotto, di cui fecero parte Staggia e Villafranca; successivamente furono accorpate al Distretto di Mirandola.

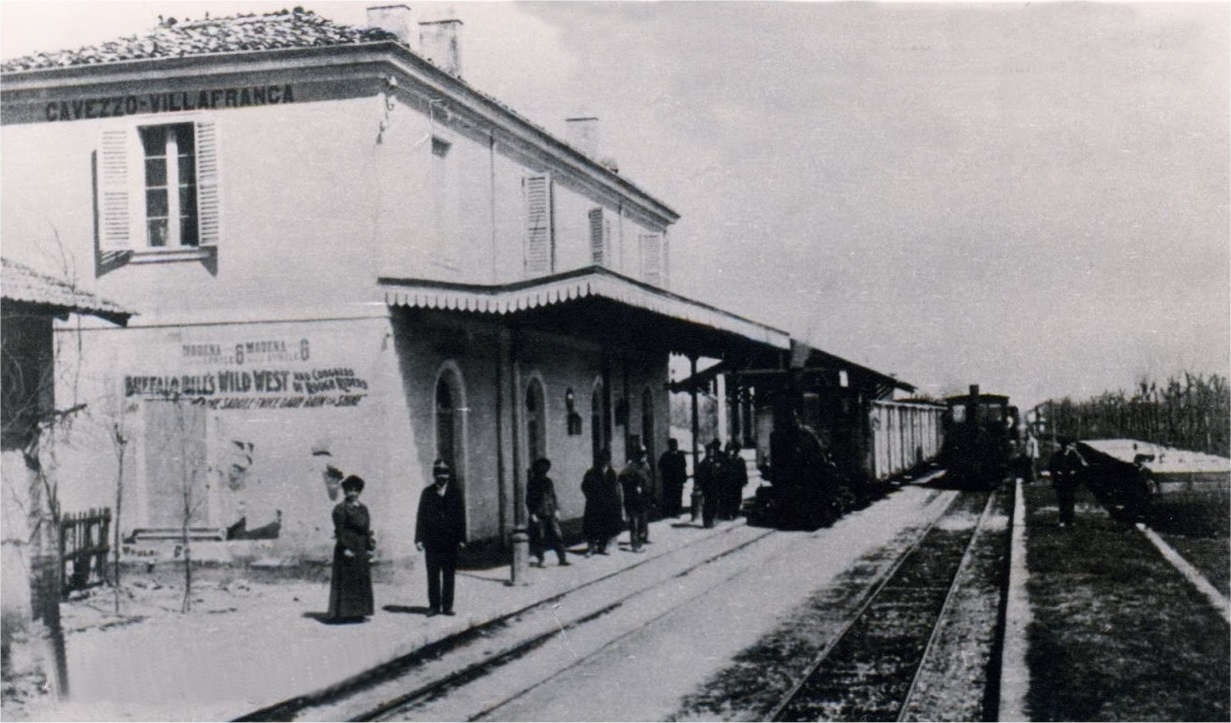
La stazione di Cavezzo-Villafranca: sul muro laterale è visibile una pubblicità dello spettacolo Buffalo Bill's Wild West and Congress of Rough Riders of the World di Buffalo Bill tenutosi a Modena il 6-7 aprile 1906.

Il 16 settembre 1883 venne inaugurata la stazione di Cavezzo-Villafranca della ferrovia Modena-Mirandola, mentre l'8 aprile 1884 venne aperta al traffico la diramazione da Cavezzo-Villafranca a Finale Emilia. Il bivio ferroviario della stazione divenne un obiettivo strategico durante la seconda guerra mondiale, subendo numerosi attacchi e bombardamenti da parte della forze alleate: il 31 luglio 1944 l'aviazione alleata lanciò 16 bombe sulla ferrovia nei pressi di Villafranca, causando il rovesciamento di tre vagoni e l'interruzione della linea elettrica; il 4 ottobre 1944 furono colpiti altri vagoni a Villafranca; il 10 gennaio 1945 gli aerei alleati mitragliarono nuovamente un treno a Villafranca, uccidendo sei persone (tra cui il parroco di Quarantoli, don Alberto Fedozzi) e ferendo altre 31 persone. La ferrovia riprese il servizio già nell'agosto 1945, ma poi venne smantellata nel 1964.
Il 22 aprile 1945 i partigiani Webben Facchini (a cui è intitolato il teatro di Medolla), Ferdinando Bergamini ed Ernani Barbieri morirono in combattimento durante uno scontro a fuoco con i nazifascisti.
Nel secondo dopoguerra venne completamente abbattuto il bosco della Saliceta per ricavare terreni per le coltivazioni.

## Monumenti e luoghi d'interesse

### Architetture religiose
- Chiesa di San Bartolomeo Apostolo. Risale al 1313 ed è citata nel testamento della nobile Margherita del Fante del 1353. La piccola pieve venne più volte modificata, ma nel XVIII secolo risultava in pessime condizioni. Tra il 1761 e il 1764 la chiesa venne completamente riedificata, con una facciata in stile classico e l'interno ad unica navata che conserva tuttora l'altare della Beata Vergine delle Grazie del 1621, con un dipinto di Francesco Malagoli del 1737. Nel 1768 venne consacrato l'altare maggiore. Nel 1874 e nel 1891 vennero aggiunte le due navate laterali.[12] Il campanile, originario del 1668, venne è del rifatto nel 1835.[7] Nel maggio 2012 la chiesa ha subito gravissimi danni a seguito del terremoto dell'Emilia del 2012.
- Oratorio Marigliani, situato in via Sparato e nei pressi del fondo Palazzetto.[7]

### Architetture civili
- Villa Ferrari, risale al XVIII secolo.[7]
- Villa Abboretti, risale al X secolo (è documentato il matrimonio della Magnifica Donna Anna Abboretti con Ferdinando Gandolfi, morto il 26 marzo 983). L'edificio, con annessa corte, fu edificato alla fine del XVI secolo ed è caratterizzato da una facciata turrita e una sala con affreschi settecenteschi e ottocenteschi.[13] L'oratorio Abboretti, venne realizzato nel 1646, ma crollò nel 1897 causando 18 feriti: l'attuale edificio fu ricostruito nel 1901.[7]